# هومر سكوت
هومر سكوت (بالإنجليزية: Homer Scott)‏ هو مصور سينمائي أمريكي، ولد في 1 أكتوبر 1880 في نيويورك في الولايات المتحدة، وتوفي في 23 ديسمبر 1956 في ساكرامنتو في الولايات المتحدة.

## وصلات خارجية
- هومر سكوت على موقع IMDb (الإنجليزية)
- هومر سكوت على موقع أول موفي (الإنجليزية)
- هومر سكوت على موقع قاعدة بيانات الفيلم (الإنجليزية)
- هومر سكوت على موقع كينوبويسك (الروسية)